# Innokentij (Jakovlev)
Innokentij (světským jménem: Jakov Jakovlevič Jakovlev; * 30. dubna 1947, Južno-Sachalinsk) je ruský pravoslavný duchovní Ruské pravoslavné církve a emeritní biskup alexandrovský a jurjev-polský.

## Život
Narodil se 30. dubna 1947 v Južno-Sachalinsku v rodině generálmajora a účastníka Velké vlastenecké války.
Roku 1852 byl pokřtěn v Moskvě, kde jeho otec studoval na Vojenské akademie M. V. Frunze. Poté rodina žila v místech kde sloužil otec: Pobaltské státy, Ukrajina, ve státech mimo Společenství nezávislých států a nakonec od roku 1963 v Novosibirsku.
Roku 1965 nastoupil na Novosibirský architektonický institut. Na stejném institutu poté přednášek. Roku 1970 se oženil.
Roku 1975 byl přijat do Svazu umělců Ruska, poté se začal profesionálně věnovat výtvarnému umění, účastnil se celosvazových, republikových a mezinárodních výstav. V 80. letech pomáhal jako architekt a ikonopisec při výzdobě chrámů v novosibirské eparchii. Roku 1983 se přestěhoval z Novosibirsku do Vladimiru. Dne 3. února 1992 mu na těžkou nemoc zemřela manželka.
Dne 28. března 1992 byl biskupem vladimirským a suzdalským Jevlogijem (Smirnovem) rukopoložen na diákona a 19. dubna na jereje.
Dne 1. září 1992 byl jmenován vedoucím stavitelsko-ekonomické sekce vladimirské eparchie a členem eparchiální rady.
Dne 1. května 1993 byl ustanoven starším knězem ženského Uspenského Kňaginin monastýru ve Vladimiru a 22. srpna 1995 sekretářem vladimirské eparchiální správy.
Dne 13. dubna 1997 byl postřižen na monacha a přijal mnišské jméno Innokentij na počest svatého Innokentija, metropolitu moskevského a kolomenského.
Dne 12. dubna 1998 byl povýšen na igumena.
Dokončil externí studium na Vladimirském duchovním semináři.
Dne 21. prosince 2005 byl ustanoven představeným v Alexandrovském monastýru v Suzdalu a blagočinným monastýrů Suzdalského okruhu, přičemž si ponechal funkci sekretáře eparchie.
Dne 19. března 2007 byl povýšen na archimandritu.
S požehnáním arcibiskupa Jevlogijem se účastnil konferencí a výstav v Itálii a Německu. Zastupoval eparchií na Světové ruské národní radě i na dalších celocírkevních fórech.
Jako architekt projektoval několik chrámových staveb: Sobor Narození Bohorodice ve Vladimiru, chrám Svaté Trojice v Karabanově, chrám svatého Atanáše Kovrovského v Petuškách aj.
Dne 27. července 2011 byl Svatým synodem zvolen biskupem nižnětagilským a serovským.
Dne 18. srpna proběhlo oficiální jmenování za biskupa a 19. srpna proběhla v chrámu Krista Spasitele v Moskvě jeho biskupská chirotonie. Světiteli byli patriarcha moskevský Kirill, metropolita krutický a kolomenský Juvenalij (Pojarkov), metropolita saranský a mordvinský Varsonofij (Sudakov), arcibiskup istrinský Arsenij (Jepifanov), arcibiskup vladimirský a suzdalský Jevlogij (Smirnov), arcibiskup rjazaňský a kasimovský Pavel (Ponomarjov), arcibiskup verejský Jevgenij (Rešetnikov), arcibiskup jekatěrinburský a věrchoturský Kirill (Nakoněčnyj) a biskup solněčnogorský Sergij (Čašin). Dne 24. srpna dorazil do Nižného Tagilu.
Od 12. do 23. prosince 2011 absolvoval kurz pro zvýšení kvalifikace pro nové biskupy na 
Celocírkevním postgraduálním a doktorandském studiu svatých apoštolům rovných Cyrila a Metoděje.
Dne 7. března 2018 mu byl Svatým synodem změněn titul na biskup nižnětagilský a něvjanský.
Dne 14. května 2018 byl Svatým synodem zvolen biskupem alexandrovským a jurjev-polským.
Dne 27. prosince 2024 byl Svatým synodem penzionován z důvodu dosažení kanonického věku 75 let. Jako místo pobytu mu bylo určen město Suzdal.

## Řády a vyznamenání

### Církevní vyznamenání
- 2017 – Řád přepodobného Sergija Radoněžského III. stupně
- 2022 – Řád přepodobného Serafima Sarovského II. stupně
- Řád svatého blahověrného knížete Daniela Moskevského
- Řád přepodobného Andreje Rubleva
- Medaile svatého blahověrného knížete Daniela Moskevského
- Pamětní medaile k 800. výročí narození svatého blahověrného knížete Alexandra Něvského (10. prosince 2021)